# Seznam usmrčenih zapornikov v Združenih državah Amerike v 2021
To je seznam usmrčenih zapornikov v ZDA v letu 2021. Do sedaj so usmrtili 4 osebe, vse so bile usmrčene s smrtnim odmerkom. Do konca leta je načrtovanih še 8 usmrtitev. 5 usmrtitev se bo zgodilo v Teksasu, ena v Nevadi in še ena v Južni Karolini.

## Seznam storilcev kaznivih dejanj,  usmrčenih v ZDA leta 2021
| Številka | Datum izvršitve | Ime                     | Datum rojstva    | Starost storilca kaznivega dejanja | Starost storilca kaznivega dejanja | Starost storilca kaznivega dejanja | Spol   | Rasa  | Zakonik                        | Metoda               | Vir    |
| Številka | Datum izvršitve | Ime                     | Datum rojstva    | Ob usmrtitvi                       | Ob napadu                          | Razlika                            | Spol   | Rasa  | Zakonik                        | Metoda               | Vir    |
| -------- | --------------- | ----------------------- | ---------------- | ---------------------------------- | ---------------------------------- | ---------------------------------- | ------ | ----- | ------------------------------ | -------------------- | ------ |
| 1.       | 13. januar      | Lisa Marie Montgomery   | 27. februar 1968 | 52                                 | 36                                 | 16                                 | Ženska | Bela  | Usmrtitev po zveznih zakonih   | Smrtonosna injekcija | [ 7 ]  |
| 2.       | 14. januar      | Corey Johnson           | 5. november 1968 | 52                                 | 23                                 | 29                                 | Moški  | Temna | Usmrtitev po zveznih zakonih   | Smrtonosna injekcija | [ 8 ]  |
| 3.       | 16. januar      | Dustin John Higgs       | 10. marec 1972   | 48                                 | 23                                 | 25                                 | Moški  | Temna | Usmrtitev po zveznih zakonih   | Smrtonosna injekcija | [ 9 ]  |
| 4.       | 19. maj         | Quintin Phillippe Jones | 15. julij 1979   | 41                                 | 20                                 | 21                                 | Moški  | Temna | Usmrtitev po Teksaških zakonih | Smrtonosna injekcija | [ 10 ] |
|          |                 |                         | Povprečje:       | 48 let                             | 26 let                             | 23 let                             |        |       |                                |                      |        |

## Seznam storilcev kaznivih dejanj, ki naj bi bili usmrčeni v ZDA leta 2021
| Številka | Datum izvršitve    | Ime                   | Datum rojstva      | Starost storilca kaznivega dejanja | Starost storilca kaznivega dejanja | Starost storilca kaznivega dejanja | Spol  | Rasa    | Država                         | Metoda             | Vir     |
| Številka | Datum izvršitve    | Ime                   | Datum rojstva      | Ob usmrtitvi                       | V času napada                      | Starostna razlika                  | Spol  | Rasa    | Država                         | Metoda             | Vir     |
| -------- | ------------------ | --------------------- | ------------------ | ---------------------------------- | ---------------------------------- | ---------------------------------- | ----- | ------- | ------------------------------ | ------------------ | ------- |
| 1.       | 18. junij          | Brad Keith Sigmon     | 12- november 1957  | 63                                 | 43                                 | 20                                 | Moški | Bela    | Južna Karolina                 | Elektrošok         | Profil: |
| 2.       | 25. junij 2021     | Freddie Eugene Owens  | 18. marec 1978     | 43                                 | 19.                                | 24                                 | Moški | Temna   | Južna Karolina                 | Elektrošok         | Profil: |
| 3.       | 30. junij 2021     | John Williams Hummel  | 4. november 1975   | 45                                 | 34                                 | 11                                 | Moški | Bela    | Teksas                         | Smrtonosni odmerek | Profil: |
| 4.       | 26. julij 2021     | Zane Michael Floyd    | 20. september 1975 | 45                                 | 23                                 | 22                                 | Moški | Bela    | Nevada                         | Smrtonosni odmerek | Profil: |
| 5.       | 8. september 2021  | John Henry Ramirez    | 29. junij 1984     | 37                                 | 20                                 | 17                                 | Moški | Španska | Usmrtitev po teksaških zakonih | Smrtonosni odmerek | Profil: |
| 6.       | 28. september 2021 | Rick Allan Rhoades    | 10. maj 1964       | 57                                 | 27                                 | 30                                 | Moški | Bela    | Usmrtitev po teksaških zakonih | Smrtonosni odmerek | Profil: |
| 7.       | 17. november 2021  | Ramiro Felix Gonzales | 5. november 1982   | 39                                 | 18                                 | 21                                 | Moški | Španska | Usmrtitev po teksaških zakonih | Smrtonosni odmerek | Profil: |
|          |                    |                       | Povprečje:         | 47 let                             | 26 let                             | 21 let                             |       |         |                                |                    |         |

## Demografija usmrtitev
| Spol                 | Spol | Spol |
| -------------------- | ---- | ---- |
| Moški                | 3    | 75%  |
| Ženska               | 1    | 25%  |
| Rasa                 |      |      |
| Temnopolta           | 3    | 75%  |
| Bela                 | 1    | 25%  |
| Zakonik              |      |      |
| Zvezna vlada         | 3    | 75%  |
| Teksaški zakoni      | 1    | 25%  |
| Metoda               |      |      |
| Smrtonosna injekcija | 4    | 100% |
| Mesec                |      |      |
| Januar               | 3    | 75%  |
| Februar              | 0    | 0%   |
| Marec                | 0    | 0%   |
| April                | 0    | 0%   |
| Maj                  | 1    | 25%  |
| Junij                | 0    | 0%   |
| Julij                | 0    | 0%   |
| Avgust               | 0    | 0%   |
| September            | 0    | 0%   |
| Oktober              | 0    | 0%   |
| November             | 0    | 0%   |
| December             | 0    | 0%   |
| Starost              |      |      |
| 40 - 49              | 2    | 50%  |
| 50 - 59              | 2    | 50%  |
| Dan                  |      |      |
| Ponedeljek           | 0    | 0%   |
| Torek                | 0    | 0%   |
| Sreda                | 2    | 50%  |
| Četrtek              | 1    | 25%  |
| Petek                | 0    | 0%   |
| Sobota               | 1    | 25%  |
| Nedelja              | 0    | 0%   |
| Skupaj               | 4    | 100% |

## Usmrtitve v zadnjih letih
| Število usmrtitev | Število usmrtitev |
| ----------------- | ----------------- |
| 2022              | -                 |
| 2021              | 4                 |
| 2020              | 17                |
| Skupaj            | 21                |

## Preklicane usmrtitve
Številne usmrtitve so bile leta 2021 preklicane zaradi več težav. Dve usmrtitvi v Tennesseeju sta bili zaradi pandemije COVID-19 zadržani za nedoločen čas. Zaradi pregleda zahtevka za psihično invalidnost so bile zavrnjene tudi tri usmrtitve v Teksasu. Izvršba je bila v Alabami zadržana tudi po sodbi o prisotnosti pastorja med usmrtitvijo storilca. Guverner Ohia, Mike DeWine, je tudi izvedel moratorij na 3 usmrtitve zaradi nezadostne količine zdravil, potrebnih za usmrtitve. Vse tri usmrtitve so bile prestavljene na leto 2024. Prav tako se je zgodil moratorij na smrtno kazen v Pensilvaniji. Po ugodi za zaslišanje je Idahova komisija za pomilostitve in pogojne oprostitve zadržala še eno usmrtitev.